# Oleg Zajcev
Oleg Alekseevič Zajcev (in russo Олег Алексеевич Зайцев?; Mosca, 4 agosto 1939 – Mosca, 1º marzo 1993) è stato un hockeista su ghiaccio sovietico, dal 1991 russo.

## Palmarès

### Olimpiadi invernali
- 2 medaglie[1]:
  - 2 ori (Innsbruck 1964; Grenoble 1968)